# 南雄州

広東省の南雄州の位置（1820年））

南雄州（なんゆうしゅう）は、中国にかつて存在した州。宋代から民国初年にかけて、現在の広東省南雄市一帯に設置された。

## 概要
920年（乾亨4年）、南漢により韶州の湞昌・始興の2県を分割して設置された雄州を前身とする。
971年（開宝4年）、河北路に別の雄州があったことから、北宋により広東の雄州は南雄州と改称された。1120年（宣和2年）、保昌郡の郡号を受けた。南雄州は広南東路に属し、保昌・始興の2県を管轄した。
1278年（至元15年）、元により南雄州は南雄路総管府と改められた。南雄路は江西等処行中書省に属し、保昌・始興の2県を管轄した。
1368年（洪武元年）、明により南雄路は南雄府と改められた。南雄府は広東省に属し、保昌・始興の2県を管轄した。
1806年（嘉慶11年）、清により南雄府は南雄直隷州に降格され、保昌県が廃止された。1811年（嘉慶16年）、南雄直隷州は南雄府にもどされた。1812年（嘉慶17年）、再び南雄府は南雄直隷州に降格された。南雄直隷州は広東省に属し、始興県1県を管轄した。
1912年、中華民国により南雄直隷州は廃止され、南雄県と改められた。